# 全源情报
全源情報（英語：All-source intelligence）是用來描述依據所有可用情報來源所產製之情報組織、情報分析人員或情報產品的術語。

## 歷史
全源情報的定義隨時間演變。過去對單一來源情報與多來源情報的區分已不再適用。例如，主要依據訊號情報（SIGINT）或影像情報（IMINT）製作情報的分析人員曾被歸類為「單一情報類型（single-INT）」生產者。隨著情報報告需要納入所有相關資訊，IMINT 分析人員逐漸演變為地理空間情報（GEOINT）分析人員，除了IMINT，也涵蓋來自其他情報來源的資料。此趨勢在911事件情報失敗之後變得尤為重要。在此之後，情報界成員間採用了如A-Space與Intellipedia等協作工具以增進合作。

## 情報來源
進行全源情報分析時，會考慮以下情報來源：
- 人員情報（HUMINT）
- 測量與特徵情報（MASINT）
- 訊號情報（SIGINT）
- 地理空間情報（GEOINT）
  - 影像情報（IMINT）
- 開放源情報（OSINT）
- 技術情報（TECHINT）

## 情報機構
下列美國情報界的組織單位聘用分析人員進行全源情報分析：
- 中央情報局 分析處[5]
- 國防情報局 分析處[6]
- 美國陸軍情報與安全司令部所屬的國家地面情報中心
- 海軍情報局的法拉格特技術分析中心[7]
- 美國空軍的國家空天情報中心[8]
- 美國海軍陸戰隊情報部的海軍陸戰隊情報活動[9]
- 美國國務院的情報與研究局
- 國家安全局（部分部門）
- 國家地理空間情報局
- 聯邦調查局的情報部門
- 美國海岸防衛隊情報部
- 國土安全部情報與分析辦公室
- 美國財政部的反恐與金融情報辦公室
- 美國緝毒局的國家安全情報辦公室
- 美國能源部的情報與反情報辦公室
- 國家情報總監辦公室下轄之：國家防擴散中心（NCPC）、國家反恐中心（NCTC）、國家情報委員會（NIC）、國家反情報主管辦公室（ONCIX）